# Lophophora evan
Lophophora evan är en fjärilsart som beskrevs av William Schaus 1916. Lophophora evan ingår i släktet Lophophora och familjen nattflyn. Inga underarter finns listade i Catalogue of Life.